# Brian Maxwell
Brian Maxwell (ur. 14 marca 1953 w Londynie, zm. 19 marca 2004 w Ross) – kanadyjski lekkoatleta, maratończyk, twórca firmy PowerBar.

## Życiorys
Dorastał w Toronto. Studiował architekturę na Uniwersytecie Kalifornijskim w Berkeley (ukończył studia w 1975); był reprezentantem tej uczelni w biegach, został wyróżniony Nagrodą Brutusa Hamiltona dla najlepszego biegacza w kadrze Uniwersytetu Kalifornijskiego.
Startował m.in. w Maratonie Bostońskim. Zwyciężał w maratonach w Enschede (1977 – bieg ten miał rangę mistrzostw Holandii), Seaside (1976 i 1977) czy Ottawie (1978).
W 1975 i 1980 zwyciężał w mistrzostwach Kanady w maratonie.
Dwukrotnie ustanawiał rekordy Kanady w biegu na 10 kilometrów (30:18 w 1978 oraz 30:08 w 1979).
Wielokrotnie reprezentował Kanadę na zawodach międzynarodowych. Był członkiem kadry olimpijskiej na igrzyska w Moskwie w 1980, na których ostatecznie sportowcy kanadyjscy nie wystąpili w związku z bojkotem zawodów przez państwa zachodnie.
W 1986 założył (wraz z żoną Jennifer) firmę PowerBar. Firma zajmowała się produkcją preparatów energetyzujących dla sportowców; w 2000 została wykupiona przez koncern Nestlé.
Maxwell zmarł nagle na atak serca w pobliżu swojego domu w Ross w Kalifornii.